# Barsac cocoa
Barsac cocoa är en insektsart som beskrevs av Fletcher 1988. Barsac cocoa ingår i släktet Barsac och familjen Flatidae. Inga underarter finns listade i Catalogue of Life.